# レイ・フェリックス
レイ・フェリックス (Ray Felix, 1930年12月30日 - 1991年7月28日) はアメリカ合衆国ニューヨーク出身の元バスケットボール選手。出身大学はロングアイランド大学。NBAでプレイし、新人王に輝いた経歴を持つ。

## 経歴
1953年のNBAドラフトで全体1位指名を受けてボルティモア・ブレッツに入団。1年目から17.6得点13.3リバウンドを記録し、黒人選手としては初となる新人王に選ばれ、またこの年には黒人選手としては史上2人目となるオールスターにも選ばれている。NBAキャリアを最高の形でスタートしたフェリックスだが、しかし結果的にはこのシーズンがフェリックスにとってのハイライトとなった。
フェリックスはブレッツでは1シーズンのみプレイし、ニューヨーク・ニックスに移籍したが、ニックスでは出場時間が削られ、フェリックスの成績は自然と後退した。40分換算で計算すればニックスでの成績もブレッツ時代と同様の水準に達しているが、結局ニックスでは平均30分以上の出場時間を得られることはできなかった。1960-61シーズン途中にはミネアポリス・レイカーズに移籍。1961-62シーズンにファイナル出場を初経験した後に引退した。NBA通算成績は9シーズン637試合の出場で、6,974得点5,652リバウンド、平均10.9得点8.9リバウンドの成績だった。